# Regar-TadAZ Toersoenzoda
Regar-TadAZ Toersoenzoda is een Tadzjiekse voetbalclub uit Toersoenzoda.
De club werd in 1950 opgericht en speelt in het Metallurgstadion dat plaats biedt aan 10.000 toeschouwers. De club is de meest succesvolle Tadzjiekse club in het eerste decennium van deze eeuw met zeven landstitels, drie bekeroverwinningen en drie overwinningen en eenmaal verliezend finalist in de AFC President's Cup. Ook nam de club tweemaal deel aan het toernooi om de Aziatische beker voor bekerwinnaars waarin in 2002 de kwartfinale gehaald werd. 

## Erelijst
Landskampioen
2001, 2002, 2003, 2004, 2006, 2007, 2008
Beker van Tadzjikistan
2001, 2005, 2006, 2011, 2012
AFC President's Cup
2005, 2008, 2009